# Paolo Viora
Paolo Viora (Chivasso, 13 novembre 1812 – 1868) è stato un politico italiano.

## Biografia
Fu Deputato del Regno di Sardegna per cinque legislature, successivamente fu Deputato del Regno d'Italia per due legislature.